# 裴英武
裴英武（1929年8月—2016年12月8日），男，江苏南通人，中华人民共和国政治人物。

## 生平
1951年参加工作。1954年加入中国共产党。1965年，任国家计划委员会重工业局副处长。1968年12月，在国务院第四个五年计划起草小组工作。1975年5月，任国家计划委员会计划组工业生产组、冶金小组组长。1978年11月，任国家计划委员会原材料工业计划局副局长。1982年，任国家计划委员会工业生产综合计划局局长。1984年10月，任国家计划委员会委员。1987年8月，任内蒙古自治区人民政府副主席、党组成员、党组副书记。1992年1月，任中国光大集团总公司副总经理。
2016年12月8日，因病医治无效在北京逝世，享年87岁。